# نيفيل بي. كرايغ
نيفيل بي. كرايغ (بالإنجليزية: Neville B. Craig)‏ هو محامي ومحرر وصحفي ومؤرخ ورئيس تحرير صحيفة وسياسي أمريكي، ولد في 29 مارس 1787 في الولايات المتحدة، وتوفي في 3 مارس 1863 في نفس البلد. انتخب رئيس تحرير Pittsburgh Gazette ‏ (1829 – 29 يوليو 1841) وانتخب عضو مجلس نواب بنسيلفانيا.